# Prokuratura w Rosji
Prokuratura w Rosji funkcjonuje zgodnie z Konstytucją Federacji Rosyjskiej na zasadzie centralizmu i hierarchicznego podporządkowania, a szczegółowe zasady działania określa prawo federalne. Głównym aktem prawnym regulującym działalność instytucji rosyjskiej prokuratury jest ustawa o prokuraturze z 17 listopada 1995.
Prokuratura oprócz funkcji śledczych i oskarżycielskich pełni również nadzór nad wykonywaniem prawa przez organy władzy państwowej i samorządowej. Na wniosek prokuratury Prezydent może zawiesić w wykonywaniu obowiązków zwierzchnika regionalnej władzy wykonawczej w przypadku podejrzenia popełnienia przez niego przestępstwa.

## Ustrój prokuratury
W skład prokuratury w Rosji wchodzą:
- Prokuratura Generalna Federacji Rosyjskiej (ros. Генеральная прокуратура Российской Федерации)
  - Prokuratury powszechne
  - Prokuratury wojskowe
  - Prokuratury specjalne
  - Wyspecjalizowane jednostki badawcze i naukowe

### Prokuratura Generalna
Prokuraturą Generalną kieruje Prokurator Generalny Federacji Rosyjskiej (ros. Генеральный Прокурор Российской Федерации), który jest jednym z naczelnych organów władzy państwowej, organem konstytucyjnym określonym w art. 129 Konstytucji Federacji Rosyjskiej. Mimo że ten przepis znajduje się w rozdziale zatytułowanym Władza sądownicza, Prokuratora Generalnego nie zalicza się do organów władzy sądowniczej.
Prokuratora Generalnego powołuje i odwołuje Rada Federacji na wniosek Prezydenta Federacji Rosyjskiej. Kadencja Prokuratora Generalnego trwa pięć lat.
Prokurator Generalny mianuje prokuratorów po konsultacji z władzami regionalnymi Federacji.

#### Kierownictwo Prokuratury Generalnej
- Jurij Czajka – Prokurator Generalny
- Aleksandr Buksman – pierwszy zastępca Prokuratora Generalnego

W 2010 roku stanowiska zastępców Prokuratora Generalnego piastowali:  Siergiej Fridinski, Wiktor Grin, Aleksandr Gucan, Jurij Guliagin, Sabir Kechlerow, Władimir Malinowski, Iwan Sidoruk, Iwan Semczyszyn, Ernest Waliejew, Jewgienij Zabarczuk, Jurij Zołotow i Aleksandr Zwiagincew.

### Prokuratury powszechne
- Prokuratury podmiotów federacji
- Prokuratury miejskie i obwodowe

### Prokuratury wojskowe
- Główna Prokuratura Wojskowa
- Wojskowe prokuratury okręgów wojskowych i flot
- Prokuratura federalnej służby granicznej
- Prokuratura strategicznych wojsk rakietowych
- Moskiewska miejska prokuratura wojskowa
- Wojskowe prokuratury garnizonowe

### Prokuratury specjalne
- Moskiewska regionalna prokuratura ds. nadzoru nad przestrzeganiem przepisów o transporcie wodnym i powietrznym
- Nadwołżańska międzyregionalna prokuratura ds. ochrony środowiska